# Maserati Shamal
De Maserati Shamal is een sportwagen van het Italiaanse merk Maserati. De wagen is vernoemd naar een warme zomerwind in Mesopotamië.

## Historiek
De Shamal werd op 14 december 1989 gepresenteerd tijdens de 75ste verjaardag van Maserati. Het was het laatste model dat onder leiding van De Tomaso uitgebracht werd, in januari 1990 werd 49% van de aandelen van het noodlijdende Maserati verkocht aan Fiat S.p.A. De wagen werd geproduceerd van 1990 tot 1996. In totaal werden er slechts 369 exemplaren gebouwd.

## Ontwerp
De Shamal werd ontworpen door Marcello Gandini. Omdat Maserati niet over de nodige financiële middelen beschikte om een volledig nieuwe wagen te ontwikkelen werden de carrosserie, de deuren en het interieur van de Biturbo als basis gebruikt. De Shamal heeft een verkorte wielbasis van 2,4 meter die ook voor de Biturbo Spyder en de Karif gebruikt werd. Typisch voor de ontwerpen van Gandini in de jaren negentig waren de afgeknotte achterste wielkasten. Daarnaast had Gandini ook een spoiler onderaan de voorruit voorzien met de bedoeling om de luchtstroom over de voorruit te leiden en bij hoge snelheden de ruitenwissers tegen de voorruit te drukken. Later zou de spoiler nog opduiken bij de facelift van de De Tomaso Pantera en bij de andere Biturbo-modellen. Geen enkele andere autofabrikant heeft ooit zo'n voorruitspoiler toegepast.
De zwarte B-stijl die volledig over het dak van de wagen loopt doet tevens dienst als rolbar. De Shamal heeft 16-inch lichtmetalen velgen en een discrete spoiler op de achterklep. Vooraan wordt de wagen gekenmerkt door zijn vele koplampen die allemaal in een aparte behuizing zitten: ronde dimlichten aan de buitenzijde en rechthoekige groot lichten aan de binnenzijde, gecombineerd met knipperlichten en parkeerlichten in de bumper. In de grille onder de bumper zijn twee paar vierkante lichten gemonteerd: mistlichten en verstralers. Dit koplampontwerp werd vanaf 1991 ook gebruikt in de rest van het opgefriste Biturbo-aanbod.
Het interieur was rijkelijk voorzien van leder en houten bekleding. Hoewel de Shamal zowel op comfort als op prestaties gericht was, was het interieur minder luxueus dan dat van de toenmalige Ghibli.

## Motorisatie
De Shamal werd aangedreven door een 3,2-liter twin-turbo V8-motor met een vermogen van 240 kW (326 pk) en een koppel van 431 Nm, goed voor een topsnelheid van 270 km/u en een acceleratie van 0 naar 100 km/u in 5,3 seconden. Deze V8-motor was in wezen een standaard Biturbo V6-motor met twee extra cilinders. Het motorvermogen werd overgebracht op de achteras via een handgeschakelde zesversnellingsbak van Getrag.

## Galerij

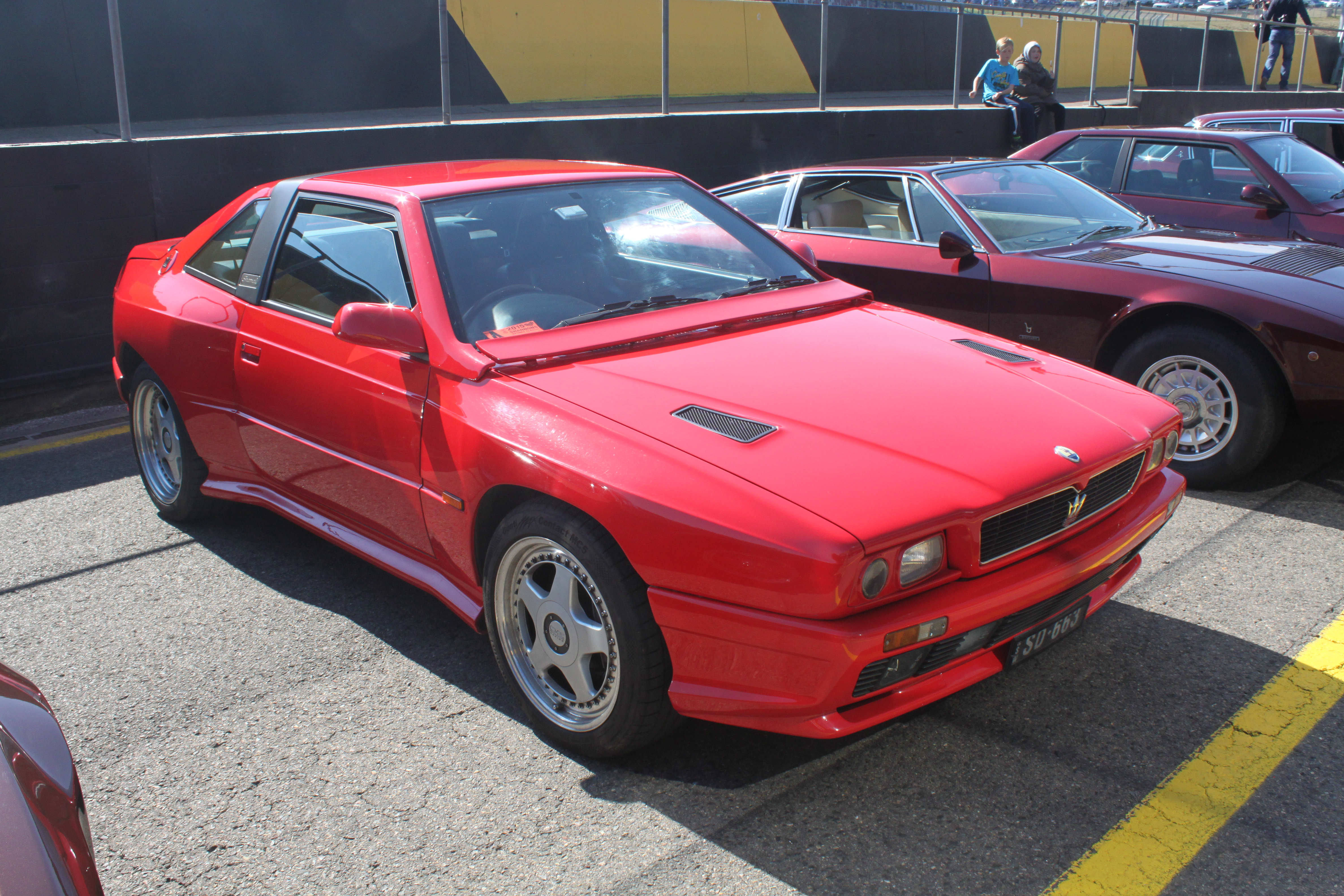
Vooraanzicht met de spoiler onderaan de voorruit
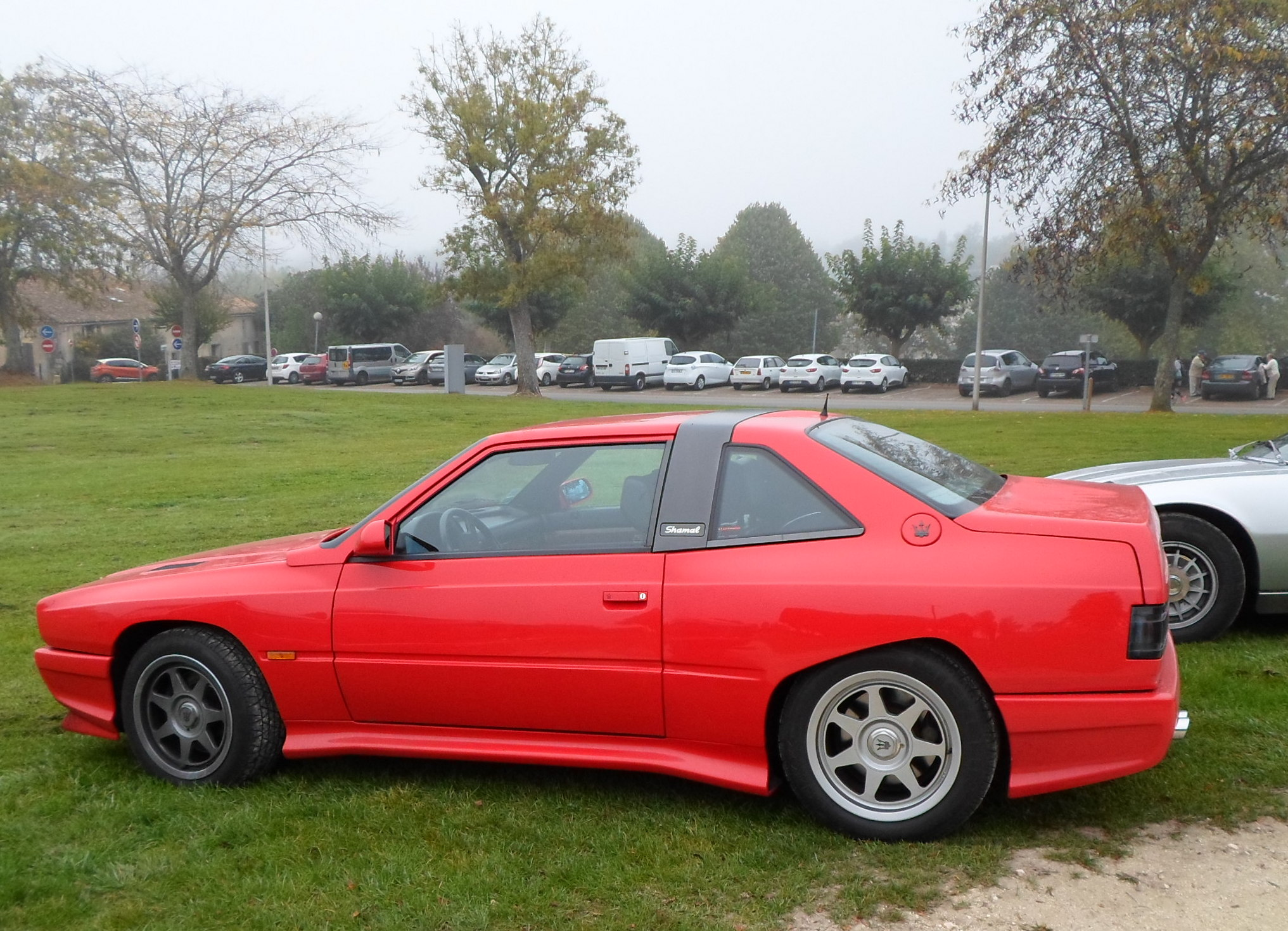
Zijaanzicht met de afgeknotte achterste wielkasten
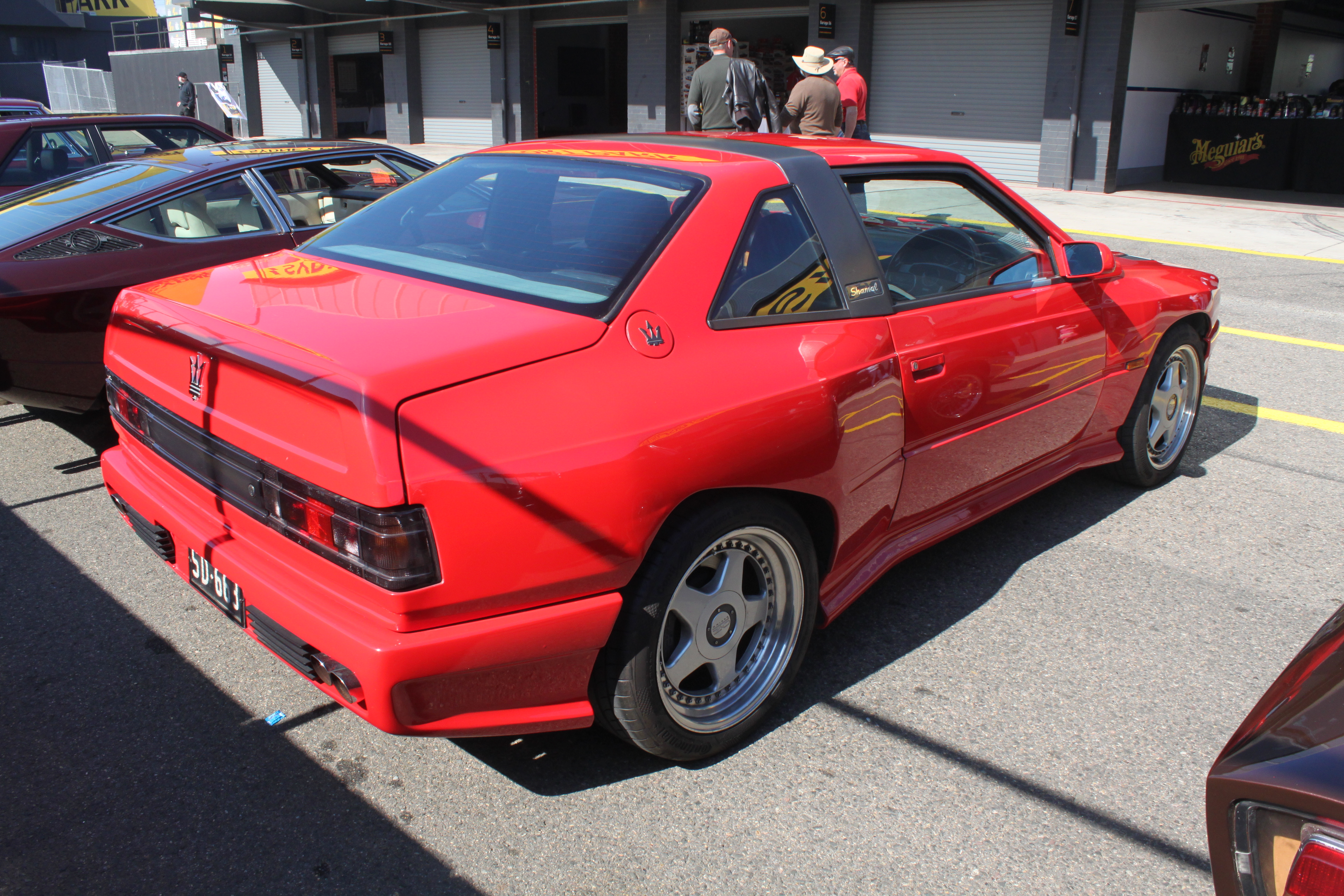
Achteraanzicht met de discrete kofferspoiler